# Elde
L'Elde és un riu d'Alemanya que neix a l'oest del municipi Darze a l'estat federal alemany de Mecklemburg-Pomerània Occidental.

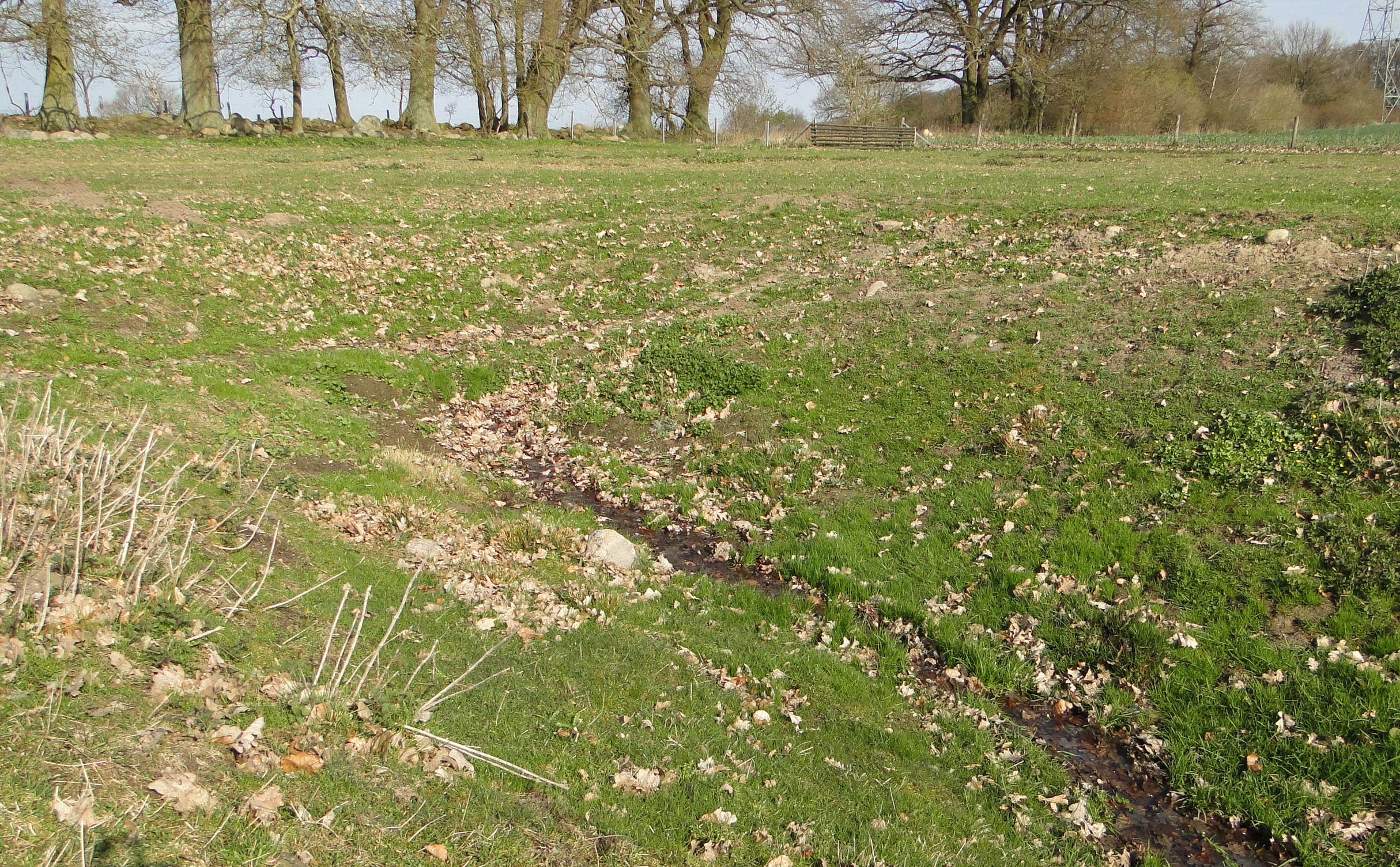
Font de l'Elde a Darze

L'indret de la seva font al molí de Darze està controvertit, i altres pobles dels afores pretenen detenir-la al seu territori. Sobre 180 km de la seva llargada total de 208 van ser canalitzats. Trams llargs de l'antic riu, anomenat Alte Elde (Elde vell),amb força meandres van ser conservats i creuen el llit del canal a molts indrets. Entre els nuclis de Göritz i Krohn, al nord de la ciutat d'Eldena, els dos cursos d'aigua se separen definitivament: l'Elde vell gira vers el nord i desemboca al Löcknitz a Seedorf (Basedow) mentrestant que el braç canalitzat gira vers l'oest i desemboca a l'Elba a Dömitz.
És el riu més llarg de Mecklemburg-Pomerània Occidental.

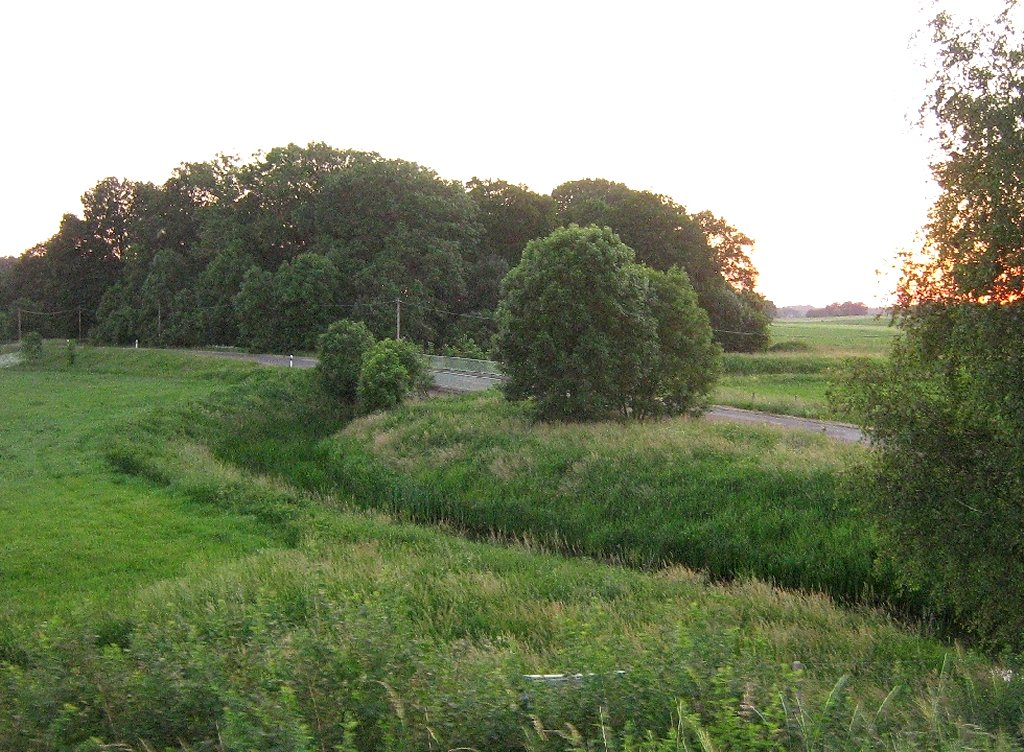
Elde jove prop de Zepkow
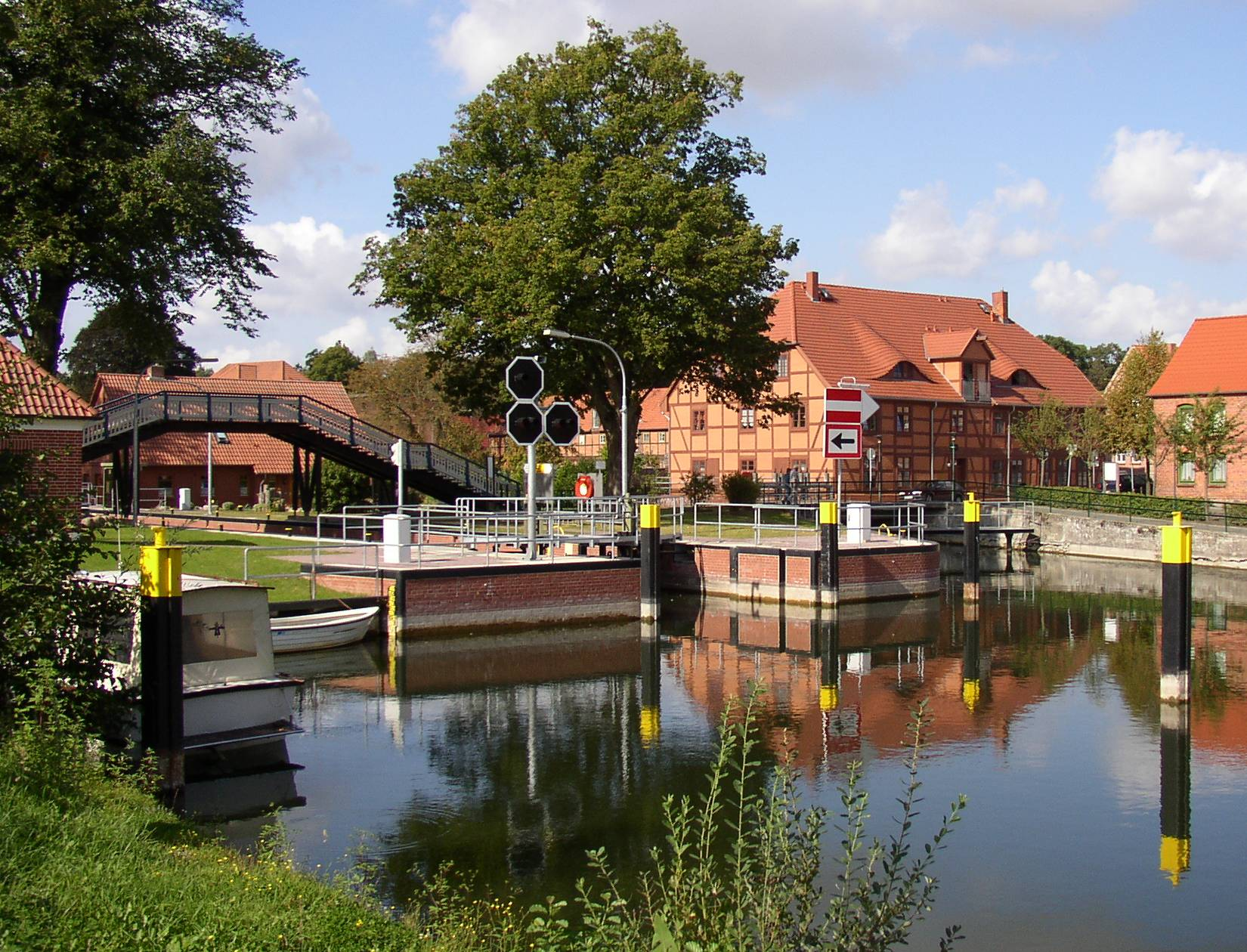
Resclosa a Plau-am-See
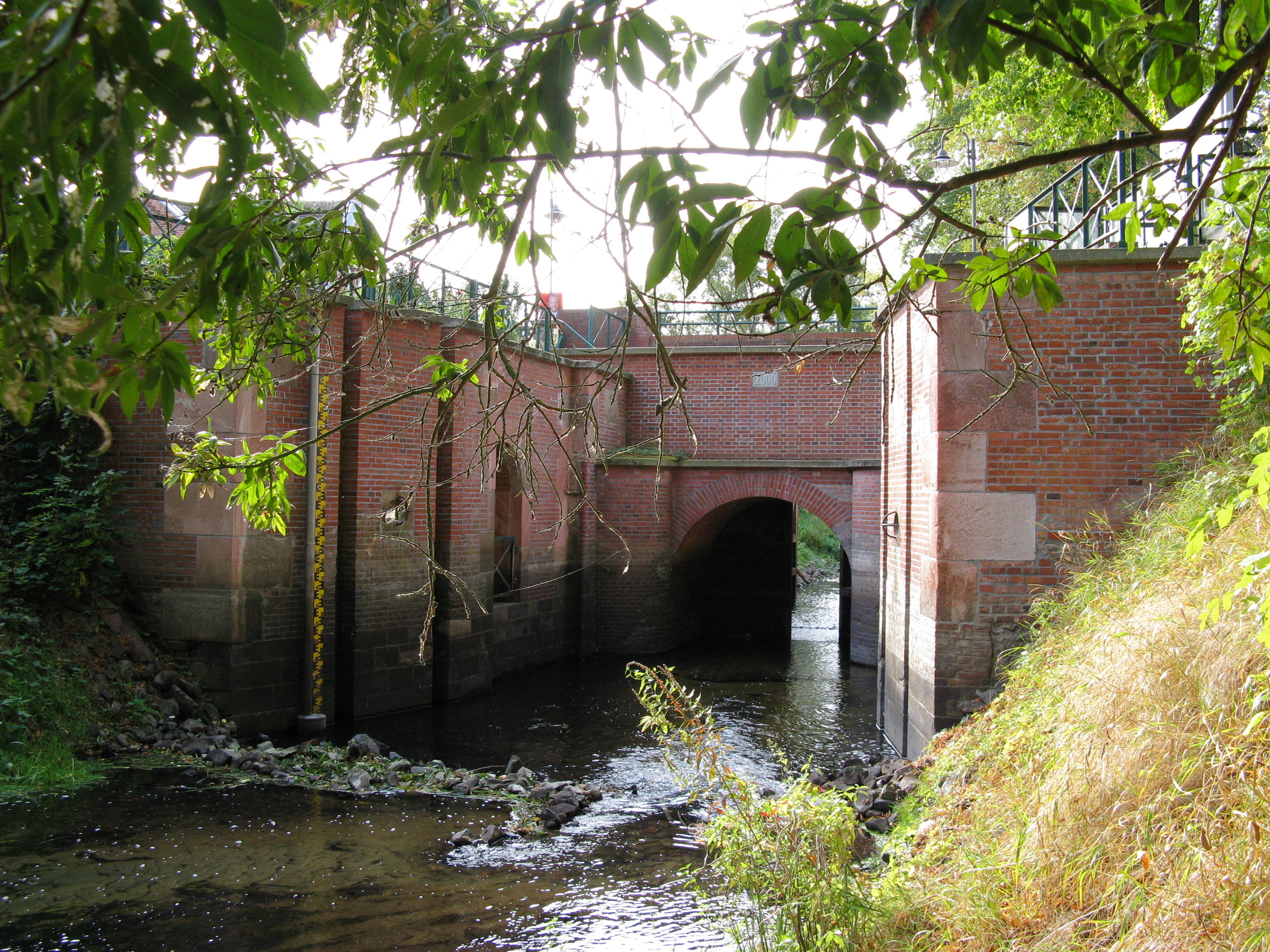
Resclosa a Dömitz
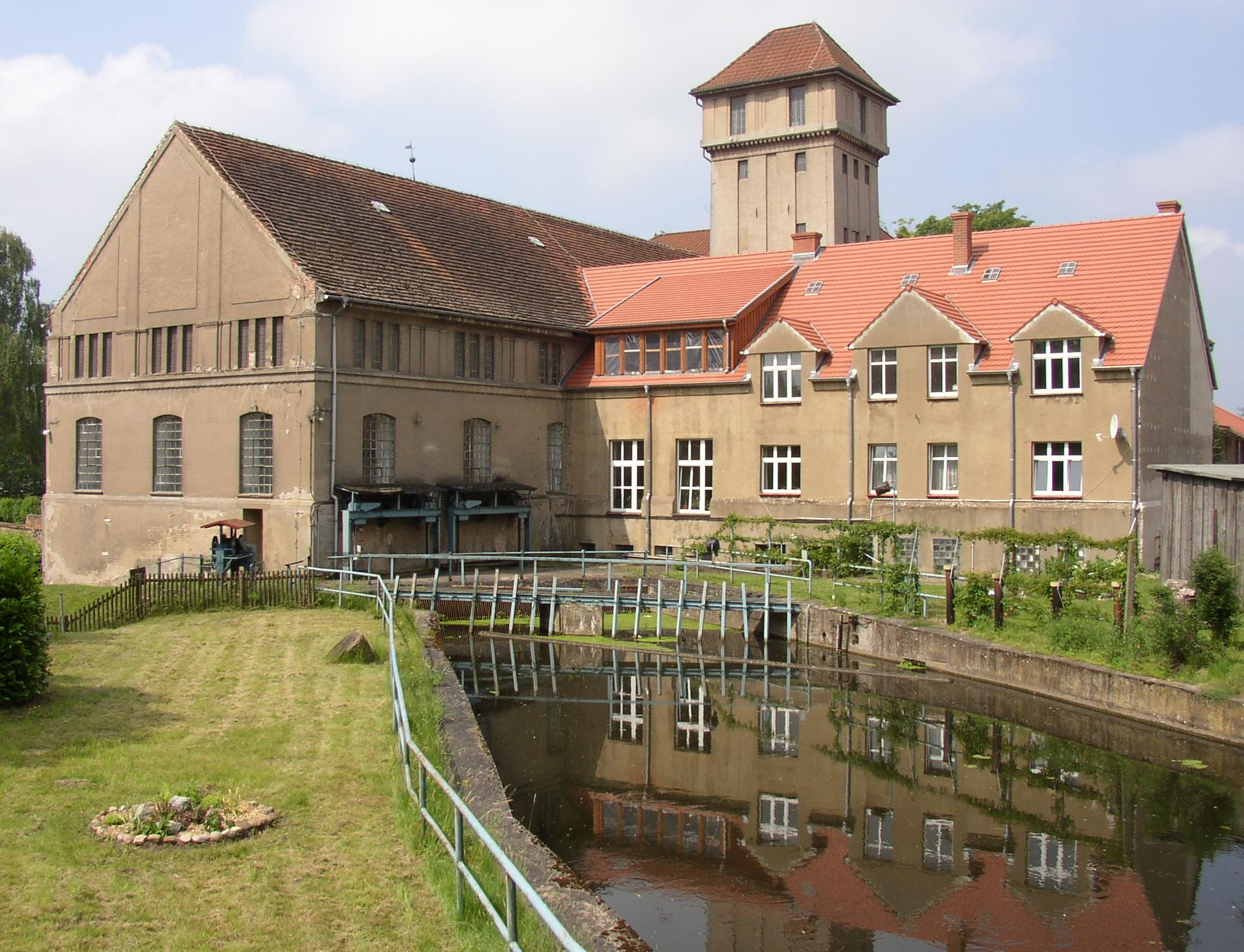
Central hidroelèctrica a Neustadt Glewe
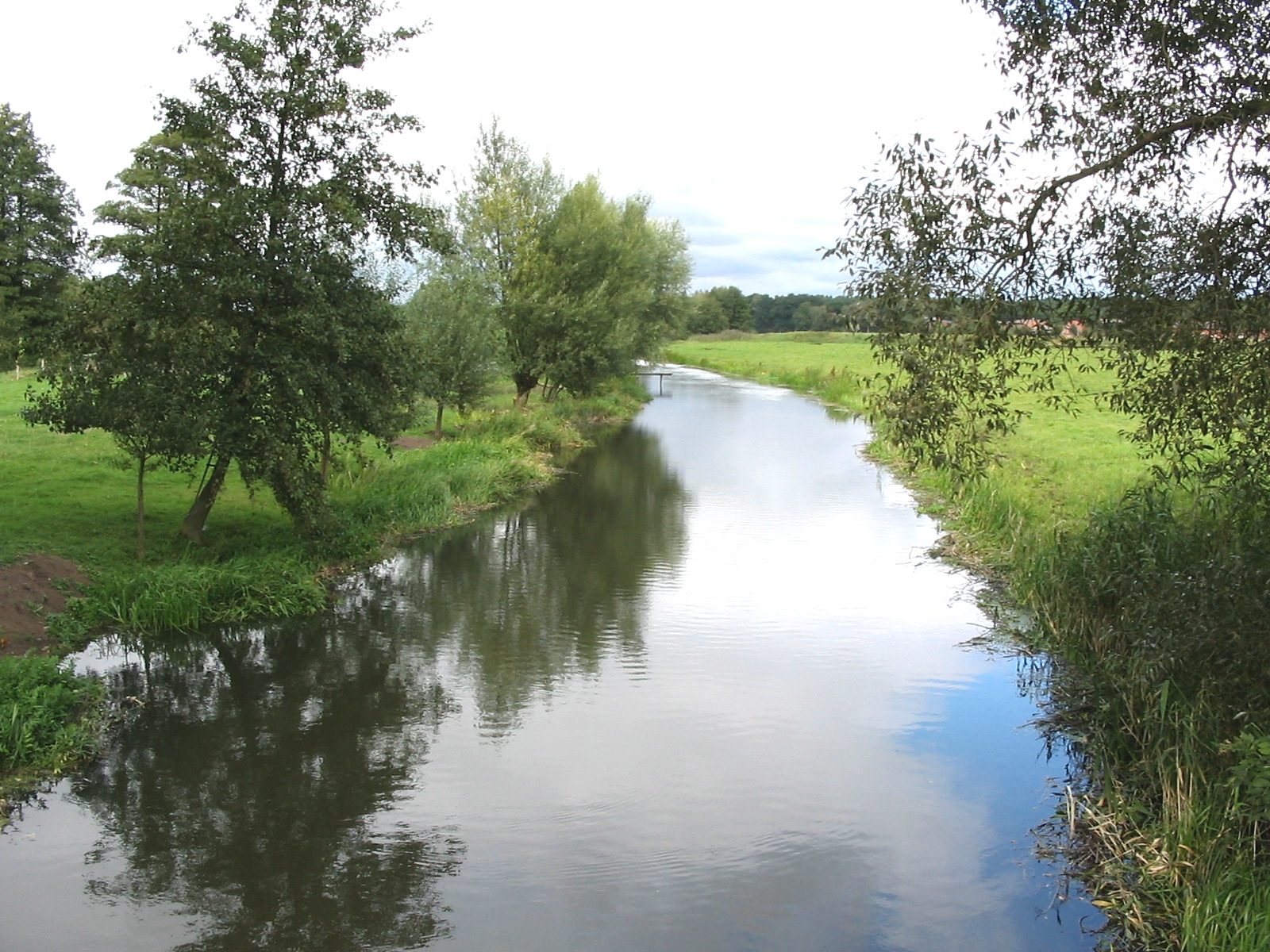
Elde Vell prop de la vila d'Alt Eldenburg

## Afluents principals i llacs
- Riba dreta: Roter Bach (Paarsch), Wocker, Störkanal
- Riba esquerra: Gehlsbach, Moosterbach, Roter Bach (Slate), Brenzer Kanal, Meynbach
- Llacs: Darzer See, Finckener See, Massower See, Mönchsee, Melzer See, Müritzsee, Müritzarm, Müritz, Kölpinsee, Fleesensee, Malchower See, Petersdorfer See i Plauer See